# Cierpienia młodego Wertera
Cierpienia młodego Wertera (niem. Die Leiden des jungen Werthers) – powieść epistolarna napisana przez Johanna Wolfganga von Goethego, opublikowana w roku 1774. Wraz ze Zbójcami Friedricha Schillera uważana za najważniejsze dzieło tzw. okresu Sturm und Drang („burzy i naporu”) oraz preromantyzmu.
Pełny tekst:  Cierpień młodego Wertera  w Wikiźródłach 

  Pobierz jako: EPUB   • PDF   • MOBI  

## Autobiografizm powieści
Utwór swoją genezę ma w życiorysie Goethego. Pierwowzorem Lotty była Charlotta Buff, w której pisarz się zakochał. Miała jednak ona narzeczonego, Hansa Christiana Kestnera, dlatego nie zgodziła się na romans z Goethem. Pisarz pogodził się z tym. Impulsem do napisania Cierpień młodego Wertera był czyn jego przyjaciela, który, nieszczęśliwie zakochany, popełnił samobójstwo, strzelając sobie w głowę z pistoletu pożyczonego od Kestnera.

## Krótki zarys fabularny
Powieść pomyślana jest jako zbiór listów napisanych przez tytułowego Wertera, w większości do przyjaciela Wilhelma. Całość składa się z dwóch ksiąg, przy czym pierwsza rozpoczyna się datą 4 maja 1771. W listach Werter wspomina swoje intymne chwile spędzone w fikcyjnej wiosce Wahlheim (Goethe nawiązuje tu do dzielnicy miasta Wetzlar – Garbenheim). W Wahlheim Werter zakochuje się w Lotcie (Locie), młodej i pięknej kobiecie, która zajmuje się domem i rodzeństwem po śmierci matki. Lotta jest jednak już zaręczona z niejakim Albertem. Werter jest zrozpaczony, jednak stara się tego nie okazywać. Spędza miłe chwile z Lottą oraz Albertem zwiększając przyjaźń pomiędzy nimi. Potem jednak postanawia wyjechać z Wahlheim i rozpocząć pracę w poselstwie. Po pewnym czasie, gdy dowiaduje się, że Lotta wzięła ślub z Albertem, kończy z dotychczasową pracą i wyjeżdża do miejscowości, w której się urodził i spędził dzieciństwo. Następnie postanawia powrócić do Wahlheim, gdzie Lotta prosi go o oddalenie się od niej do okresu świąt, aby nie wzbudzać jakichkolwiek podejrzeń o ich romans. Jednak na wieść o tym, że Lotta pozostała sama w domu (ponieważ Albert wyjechał), Werter przybywa do niej, aby spędzić z nią czas. W czasie ich rozmowy sam na sam nie wytrzymuje i zaczyna całować dziewczynę, na co ona reaguje ucieczką i zamknięciem się w pokoju. Werter znów odczuwa straszny ból związany z brakiem Lotty. Postanawia, że popełni samobójstwo. Wysyła posłańca po pistolet do Alberta (teraz już męża Lotty), Albert nakazuje, aby Lotta przygotowała pistolety. Kobieta, znając samobójcze zapędy Wertera, waha się, lecz postanawia wydać broń. Werter pisze list pożegnalny. Twierdzi, że to jego miłość doprowadziła do samobójstwa. Werter ładuje broń i strzela sobie w głowę. Pada na ziemię, ale aż do rana jest świadomy, później wykrwawia się na śmierć.

## Nawiązania
Ogromna popularność powieści pociągnęła za sobą wiele nawiązań literackich i społecznych. Typ postawy prezentowany przez głównego bohatera określa się jako werteryzm. 
Cierpienie Wertera można porównać m.in. z poematem Miltona – Raj utracony (Paradise Lost). Bohater cierpi i – mimo że zaznał miłości – do końca pozostaje nieszczęśliwy. Także Gustaw z IV części Dziadów Adama Mickiewicza ma podobny dylemat. Po ślubie swojej ukochanej postanawia popełnić samobójstwo. Temat Wertera podjął także Jules Massenet w operze Werther.

## Efekt Wertera
Po pierwszej publikacji powieści wśród młodych romantyków pojawiła się moda na naśladowanie głównego bohatera, począwszy od podobnego do niego stroju (niebieski frak z żółtą kamizelką), a na samobójstwach kończąc. W 1974 roku socjolog David Phillips sformułował pojęcie „efektu Wertera” – określa ono związek pomiędzy nagłym wzrostem liczby samobójstw a poprzedzającym go nagłośnieniem w mediach samobójstwa jakiejś znanej osoby.

## Polskie przekłady
- Kazimierz Brodziński
- Piotr Choynowski
- Leopold Staff
- Franciszek Mirandola